# Никитин, Иван Фёдорович
Иван Фёдорович Никитин (27 сентября 1893 года, Пенза — 7 сентября 1957 года, Минск) — советский военный деятель, Генерал-майор (1940 год).

## Начальная биография
Иван Фёдорович Никитин родился 27 сентября 1893 года в Пензе. Окончил Пензенскую гимназию в 1913 году, поступил на физико-математический факультет Санкт-Петербургского университета. В 1915 году окончил второй курс.

## Военная служба

### Первая мировая и гражданская войны
В мае 1915 года был призван в ряды Русской императорской армии и направлен на учёбу в Казанское военное училище, ускоренный курс которого окончил в сентябре того же года. Принимал участие в боевых действиях на Западном и Юго-Западном фронтах. Воевал в 3-м Туркестанском стрелковом полку 1-й Туркестанской стрелковой бригады 1-го Туркестанского армейского корпуса, был младшим офицером роты, начальником связи полка, помощником адъютанта полка, командиром роты, командиром батальона, начальником хозяйственной части полка. Участвовал в Брусиловском прорыве, в битве при Ковеле и других сражениях. В апреле 1918 года был демобилизован из рядов армии в чине штабс-капитана.
В июле 1918 года вступил в ряды РККА и был назначен на должность помощника командира 3-го Пензенского пехотного полка (2-я армия), в ноябре — на должность командира 246-го, затем — на должность командира 244-го стрелкового полков (28-я стрелковая дивизия), а в августе 1919 года — на должность командира 22-го запасного полка (Запасная армия Республики), дислоцированного в Пензе.
В июле 1920 года был назначен на должность командира 10-й стрелковой бригады (7-я армия, Северный фронт), выполнявшей задачи по прикрытию северной государственной границы.

### Межвоенное время
С января 1921 года находился в распоряжении Петроградского военного округа и в феврале был назначен на должность командира Пензенского территориального полка ЧОН Пензенской губернии. В январе 1922 года был назначен на должность командира 3-го стрелкового полка (1-я Казанская стрелковая дивизия, Приволжский военный округ), в сентябре того же года — на должность помощника командира 1-го Казанского стрелкового полка, в июне 1923 года — на должность помощника начальника штаба ЧОН Екатеринбургской губернии, затем — на аналогичную должность в Уральской губернии.
В июле 1924 года Никитин был назначен на должность помощника командира 170-го стрелкового полка, в октябре — на должность начальника строевого отделения штаба 57-й стрелковой дивизии, в мае 1926 года — на должность помощника начальника 6-го отдела штаба Приволжского военного округа, а в апреле 1928 года — на должность командира 29-го стрелкового полка (10-я стрелковая дивизия, Ленинградский военный округ). В декабре того же года был направлен на учёбу на Стрелково-тактические курсы «Выстрел», после окончания которых в августе 1929 года вернулся на прежнюю должность, и в апреле 1930 года был назначен на должность заместителя начальника 1-го отдела Командного управления Главного управления РККА.
В 1933 году закончил вечерний факультет Военной академии имени М. В. Фрунзе.
В июне 1934 года был назначен на должность командира и комиссара 3-го Рязанского стрелкового полка (Московский военный округ), в апреле 1935 года — на должность командира и комиссара 2-го Кировского стрелкового полка (Уральский военный округ), а в ноябре 1936 года — на должность командира и комиссара 7-й отдельной мотоброневой бригады. За успехи в боевой подготовке в 1936 году Никитин был награждён орденом Красной Звезды.
В сентябре 1937 года был назначен на должность помощника командира, в июне 1938 года — на должность командира 58-й стрелковой дивизии (Киевский военный округ), в апреле 1940 года — на должность старшего преподавателя кафедры общей тактики Военной академии имени М. В. Фрунзе, в июле того же года — на должность начальника Мичуринских курсов усовершенствования начальствующего состава запаса Орловского военного округа, а в мае 1941 года — на должность командующего Кобринским бригадным районом ПВО, однако только 20 июня убыл к новому месту службы.

### Великая Отечественная война
Начало войны встретил в пути. В связи с прекращением железнодорожного движения Никитин прибыл в штаб 20-й армии, где находясь в распоряжении командующего армией, участвовал в регулировке отхода через Смоленск тылов 16-й, 19-й и 20-й армий.
В августе 1941 года был назначен на должность командира 251-й стрелковой дивизии, которая принимала участие в боевых действиях западнее города Белый, а в сентябре того же года — на должность командира 128-й стрелковой дивизии, которая принимала участие в боевых действиях в ходе Тихвинских оборонительной и наступательной операций и на волховском направлении, а затем — в Любанской наступательной операции.
В марте 1942 года был назначен на должность заместителя командующего 42-й армией, которая вела оборонительные боевые действия на рубеже Лигово — Камень — южнее Пулково. В апреле был назначен на должность командующего Невской оперативной группой Ленинградского фронта, которая принимала участие в форсировании Невы и захвате на левом берегу плацдарма в районе населенного пункта Московская Дубровка.
В декабре 1942 года был назначен на должность начальника отдела боевой подготовки штаба Ленинградского фронта, в июле 1943 года — вновь на должность заместителя командующего 42-й армией, с ноября 1943 года по январь 1944 года - командир 109-го стрелкового корпуса, в феврале 1944 года — на должность командира 124-го стрелкового корпуса, который принимал участие в боевых действиях в ходе Красносельско-Ропшинской и Нарвской наступательных операций, а также в освобождении городов Кингисепп и Нарва. В августе Никитин был отстранён от должности и зачислен в распоряжение Военного совета Ленинградского фронта, и в том же месяце был назначен на должность командира 45-й учебной стрелковой дивизии (Белорусский военный округ).

### Послевоенная карьера

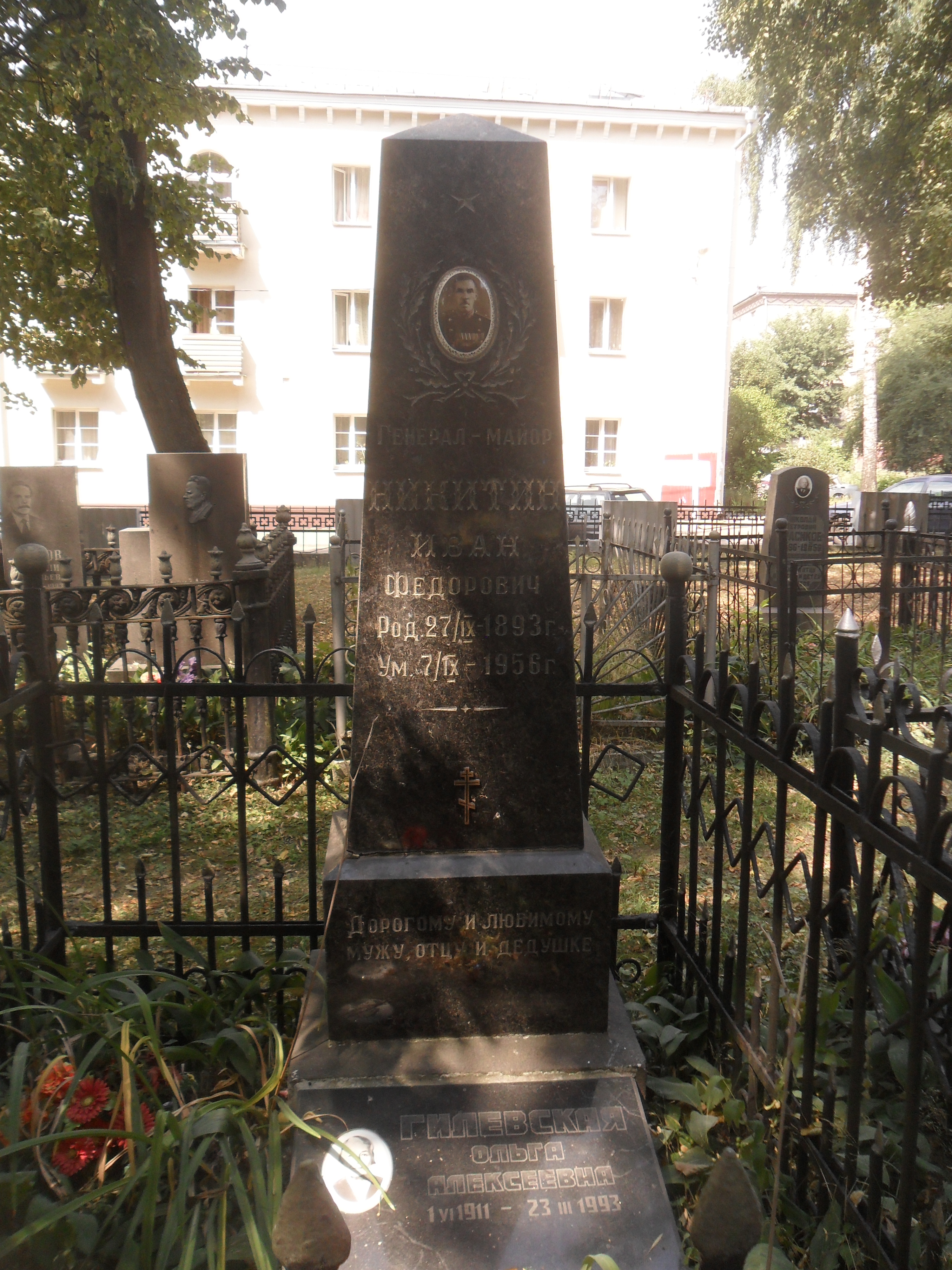
Могила Никитина на Военном кладбище Минска

После окончания войны находился на прежней должности.
В декабре 1945 года генерал-майор Никитин был назначен на должность командира 269-й стрелковой дивизии (Минский военный округ), в сентябре 1946 года — на должность начальника отдела боевой и физической подготовки штаба 3-й армии, а в марте 1947 года — на аналогичную должность в 28-й армии.
Генерал-майор Иван Фёдорович Никитин в сентябре 1953 года вышел в запас. Умер 7 сентября 1956 года в Минске. Похоронен на Военном кладбище.

## Воинские звания
- полковник (17.02.1936)
- комбриг (16.08.1938)
- генерал-майор (4.06.1940)

## Награды
- Орден Ленина (21.02.1945):
- Три Ордена Красного Знамени (25.03.1943, 3.11.1944, ...);
- Орден Красной Звезды (16.08.1936);
- Медали;
- Почётное оружие.